# Lope García de Salazar

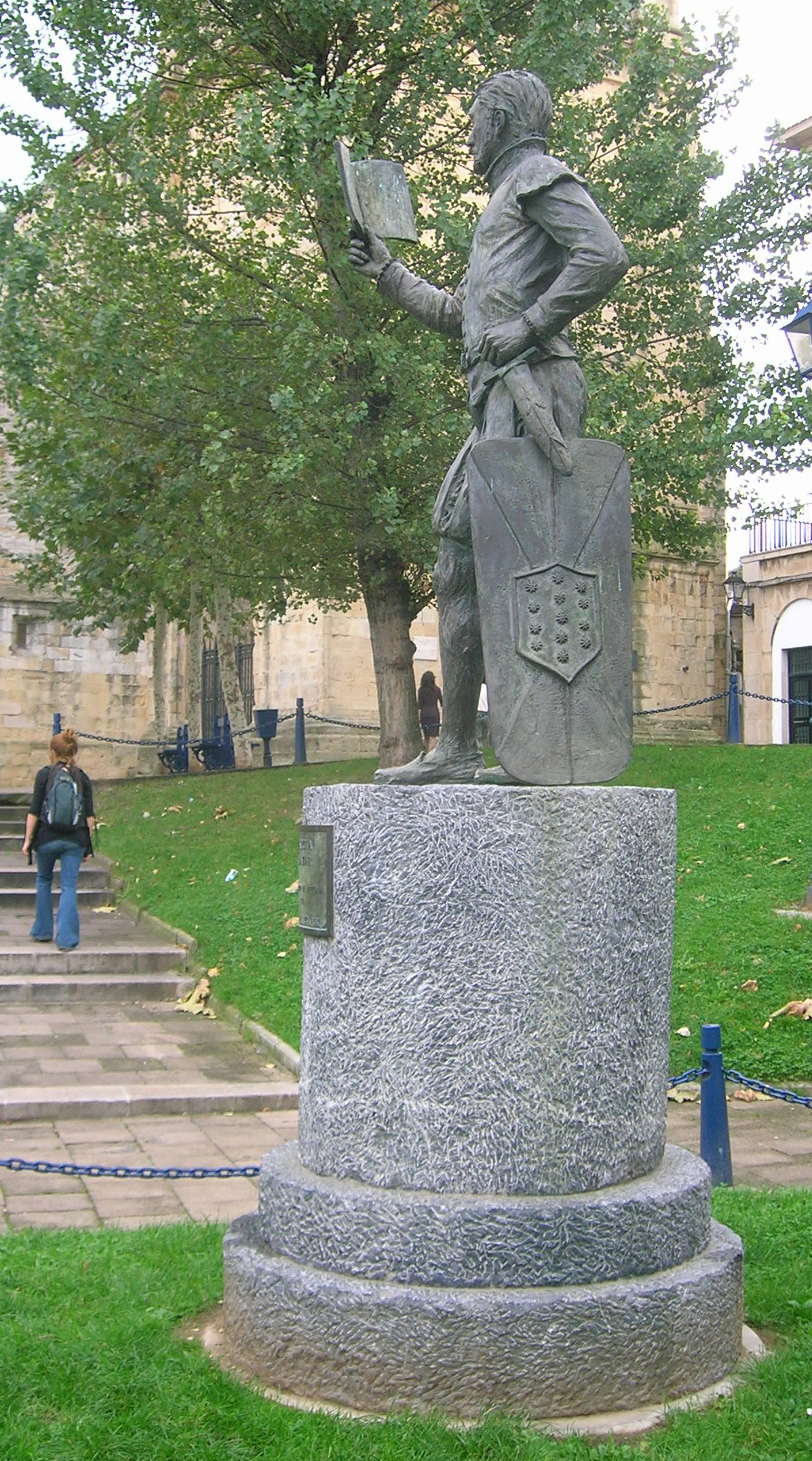
Monument dédié au seigneur féodal et historien, Lope García de Salazar à Portugalete

Lope García de Salazar (1399-1476) a été et un historien biscayen banderizo, auteur de Las Bienandanzas e Fortunas, un document à caractère historique et légendaire précieux.

## Biographie

Blason des Salazar.

Lope García de Salazar naît durant l’année 1399, une époque marquée par une forte crise sociale, un bouillon de culture pour les luttes des bandes dans lesquelles il sera immiscé depuis sa jeunesse. À seize ans il prend les armes et à dix-huit il assassinera à sa première victime, Lope Otxoa de Mendieta pour des intérêts dans les revenus du monastère de Galdames.
Il se marie avec Juana Butrón y Mújica en 1425, alliés naturels des Salazar et membres du même côté nobiliaire (l’Oñacino). De leur mariage naîtront plusieurs fils, dont Juan « El Moro » et Lope de Salazar qui se combattront pour le contrôle du droit d’aînesse de Salazar. Beaucoup d'auteurs s’accordent à dire que la vie de Lope García de Salazar a été pleine de violence, contre le côté Gamboino, et particulièrement contre les Velasco et les Ayala.
Les Velasco étaient très nombreux dans l’immense royaume de Castille, avec beaucoup de pouvoir, établissant un « État parallèle ». Dans la mérindade des Enkarterri ils contrôlaient les secteurs de Balmaseda, les dîmes à Zalla et de la Valle de Villaverde en Cantabrie, en plus de la domination de la ville de Castro Urdiales, toujours en Cantabrie. Les Velasco et les Salazar essayaient de développer leur influence sur les mêmes secteurs, s’affrontant irrémédiablement dans de véritables batailles. Les Velasco étaient contigus aux Tours des Salazar dans les secteurs Ciérvana, Galdames, Atxuriaga et de Zubiate.
Les Ayala étaient d’autres ennemis potentiels des Salazar, bien qu’étant la pointe de lance, avec ces derniers du côté Oñacino. Ils avaient de très bonnes relations avec les Velasco, ce qui les opposaient dans une certaine mesure des Salazar pour le contrôle de la bande. Leurs domaines dans les Enkarterri s’étendaient le long du cours de la rivière Cadagua, le Nervión-Ibaizabal, et par les secteurs de Barakaldo, Arrigorriaga et Ayala-Aiara (Alava/Araba). La famille Ayala était en pleine expansion sur les terres alavaises et guipuzcoanes n'ayant pas pu se développer vers l'occident, où on trouvait les Salazar et les Velasco. Les Ayala ont fait face aux Salazar pour le contrôle de Barakaldo et la vallée de Sámano, une localité de la municipalité de Castro-Urdiales en Cantabrie, (près des Marroquines, protégés des Ayala). Il y aura d'autres familles de la zone, comme les Avellaneda avec une faible participation, éloignés des secteurs de conflit et limité pour encaisser ses revenus. Lope García de Salazar disposait d'un vaste droit d'ainesse, puisqu'il contrôlait la majorité de la Merindad mineure des Enkarterri, excepté les vallées de Galdames et de Salcedo et toujours avec cette envie expansionniste vers les villes de Castro-Urdiales et de Barakaldo.
Le droit d’aînesse typique des lignées des bandes étaient la maison-tour, destinée aux activités militaires, la maison d’étage, où résidait généralement le parent plus âgé, les terres cultivables et des revenus et recettes provenant d’activités additionnelles, comme les forges ou dîmes. Le droit d’aînesse personnel de Lope García étaient ses tours de San Martín de Muñatones (Musques), Santelices (Musques), la Sierra et Salazar (Portugalete). Les forges et les moulins, « les gués » et Achuriaga, les forges de Pobal et d'Arenao, les moulins à eau de la Puente et de Fresnedo. À une partie de ces bénéfices, il percevait également des revenus additionnels, provenant du trafic du minerai de fer (70 000 maravédis annuels), le Prévôté de la ville de Portugalete et les péages des ports de San Martin (aujourd’hui disparu) et Portugalete. Il profitait aussi de la couronne, en percevant le service d'armes rendu à plus d'une occasion, comment en 1447 quand il a perçu quelque 160 000 maravédis. Il y a des données qui indiquent que Lope García pouvait disposer de quelque 3 000 hommes à son service, ces chiffres semblent impressionnants mais la réalité est que les Ayala et les Velasco disposaient d'une force militaire très supérieure, malgré ceci Lope García pouvait adopter une attitude de défense sans aucun danger.
Il y a une série de faits à souligner dans la vie de ce personnage biscayen. En 1451 il fera face à l'autorité monarchique castillane Jean II par la nomination de Juan Hurtado de Mendoza comme corrégidor de Biscaye. Juan Hurtado de Mendoza avait déjà la charge de corrégidor de la merindad mineure des Enkarterri (junta - assemblée - d'Avellaneda) et cela supposait une perte de pouvoir pour les nobles locaux, subordonnés dans la merindad majeure et mineure à un seul pouvoir. Cette même année explosera l'hostilité avec son fils aîné Juan, en accordant le droit d'ainesse au segond, Lope, qui mourra dans la bataille de Torrellas en 1462. En 1457 il sera exilé pendant trois années par ordre du roi Henri IV avec d'autres parents plus âgés de  Biscaye et de Guipuzcoa pour s'opposer au nouvel ordre juridictionnel de plus grand pouvoir accordé aux conseils. En raison de ceci ils se sont exilés à Jimena de la Frontera, province andalouse de Cadix, d'où il retournera malade de fièvres.
Les "fraternels" et corrégidor de Biscaye l'accuseront d'insolence contre leur autorité, mais finalement en 1460, le roi pardonnera les exilés et leur permettra de retourner à leurs féodaux. Après le décès de son fils Lope dans la bataille de Torrellas. Juan, son aîné lui réclame son droit successoral, mais est relégué une fois de plus à un second plan, Lope García de Salazar en accordant le droit d'ainesse au fils de celui qui est décédé, Ochoa de Salazar. Le conjoint de Lope García, Juana de Butrón se récuse la concession d'ainesse et essaye de le faire accorder à l'aîné. Ces conflits infidélités continus de Lope García fait que Juana de Butrón abandonne San Martín de Muñatones en 1469, en accordant la partie du droit d'ainesse qui lui appartenait à l'aîné Juan de Salazar. À partir de 1457 se déchaînent les événements qui mèneront Lope García de Salazar à la décadence, en arrivant à solliciter l'aide à son grand ennemi, Pedro de Velasco. Cette action de lâcheté avec la décision de soutenir les Haro (Gamboínos) dans sa lutte contre la faction des Oñacinos, (à laquelle appartenait Salazar) a fait que les salazariegos prennent leur fils, Juan de Salazar « le Moro » comme parent ainé, chef.
En juillet 1470 il enferme son père dans sa maison-tour de San Martín de Muñatones, Lope García a été retenu dans son cette maison forte où il écrira son œuvre « Historia des Buenas andanças e fortunes » grâce à laquelle il est connu et par certains proclamé comme le premier historien de Biscaye. Face aux tentatives de fuites il est envoyé à la tour de Salazar à Portugalete, où il mourra empoisonné avec des herbes dans le repas avec sa fille bâtarde Mencía de Avellaneda.